# Arnoldo González Cruz
Arnoldo González Cruz (n. Tuxtla Gutiérrez, Chiapas, 1956 -) es un arqueólogo e investigador mexicano. Ha destacado por su labor en la zona arqueológica de Palenque, especialmente por los trabajos de salvamento de la tumba de la Reina Roja.

## Primeros años y estudios
Es hijo del ingeniero agrónomo Arnoldo González Sánchez y de Ángela Esperanza Cruz. Durante su infancia vivió en un campamento maderero en Machaquilá, Guatemala. Se interesó en la arqueología desde temprana edad, cuando en 1968 visitó el Museo Nacional de Antropología de la Ciudad de México. A partir de entonces leyó libros sobre Egipto, Teotihuacán y sobre la cultura maya, entre ellos El Templo de las Inscripciones de Alberto Ruz Lhuillier.
Ingresó a la Escuela Nacional de Antropología e Historia. Fue discípulo de Enrique Nalda, con quien realizó sus primeras prácticas de campo en Guanajuato y Yohualichan en Puebla. Su tesis fue Canto versus canto (Piedra contra piedra). Realizó prácticas de arqueología precerámica con Joaquín García-Bárcena en Amatenango en Los Altos de Chiapas. Colaboró con Eduardo Merlo en el exconvento de Huejotzingo, el cuarto más antiguo fundado durante el virreinato de la Nueva España. Estuvo a punto de perder la vista por una infección bacterial causada por limpiar el ataúd y vestimenta de una niña momificada.

## Trabajos arqueológicos
Trabajó en la Calzada de los Muertos y en el Templo de Quetzalcóatl de la zona arqueológica de Teotihuacán, lugar en donde conoció a la arqueóloga Martha Cuevas García, con quien contrajo matrimonio (actualmente divorciado de ella). En 1982 se integró al Centro Regional del Instituto Nacional de Antropología e Historia (INAH) de Tuxtla Gutiérrez. Trabajó con el arqueólogo Carlos Navarrete Cáceres en Chinkultic. Participó en la creación de los museos de Comitán, Tapachula y el Museo Regional de Chiapas.
En 1989, fue designado director del proyecto arqueológico de la zona arqueológica de Palenque. Realizó trabajos de restauración en el Templo de la Cruz Foliada y en el Templo del Sol. Trabajó como único arqueólogo del sitio durante dos años. En 1992, comenzó a formar su equipo para realizar excavaciones en el campo del juego de pelota, el grupo de los Murciélagos y los grupos Norte, “C”, “B” y IV. En 1994, una de las integrantes de su equipo, Fanny López Jiménez, encontró una tumba con setecientas piezas de jade en el Templo de la Calavera y una subestructura en el Templo XIII, en donde se encontró la cámara mortuoria y el sarcófago de la Reina Roja. Arnoldo González Cruz llevó a cabo la coordinación de los trabajos del salvamento, el registro de los materiales arqueológicos y el traslado de los mismos a las bodegas de la zona. A partir del análisis de los materiales, publicó su libro denominado La Reina Roja. 
Posteriormente su grupo de colaboradores realizó otros hallazgos en los templos XIX, XX y XXI, así como el Tablero de los Guerreros, descubierto por Gerardo Fernández. Debido a la popularidad del hallazgo de la osamenta de la Reina Roja, ha participado como invitado en Discovery Channel, el History Channel y en el Canal 22 de la Ciudad de México. En 1996 pasó uno de sus peores momentos cuando ocurrió un robo de treinta y cuatro piezas en el Museo de Sitio “Alberto Ruz Lhuillier”; afortunadamente, la mayor parte de ellas se recuperaron un mes más tarde.
En 2011, publicó el libro La Reina Roja, una tumba real en Palenque, coeditado por Turner y el Consejo Nacional para la Cultura y las Artes. En la obra se narra en doce capítulos el hallazgo y parte de los resultados de los estudios que se llevaron a cabo a lo largo de diecisiete años de la osamenta. En los resultados de estos estudios se ha basado la hipótesis que lleva a pensar que la osamenta perteneció a Tz'akbu Ajaw, quien fue la esposa del ahau Pakal “el Grande”.
En 2012, comenzó a trabajar en el salvamento de la tumba encontrada en el Templo XX, hallada en 1998 por Merle Greene Robertson y Alfonso Morales, ambos integrantes del proyecto del Instituto de Investigaciones de Arte Precolombino (PARI). Se ha especulado que esta tumba podría pertenecer al ahau K'uk' B'alam I, fundador de la dinastía que gobernó Palenque.
En el Palacio de la zona arqueológica de Palenque, su equipo encontró, en el 2022, la primera representación tridimensional de la deidad del maíz, pieza de más de 1,300 años de antigüedad.

## Obras publicadas
- El trono de Ahkal Mo' Nahb' III: un hallazgo trascendental en Palenque, Chiapas, en coautoría con Guillermo Bernal Romero en 2004.
- La Reina Roja, una tumba real en Palenque, en 2011.